# San Ildefonso Pueblo

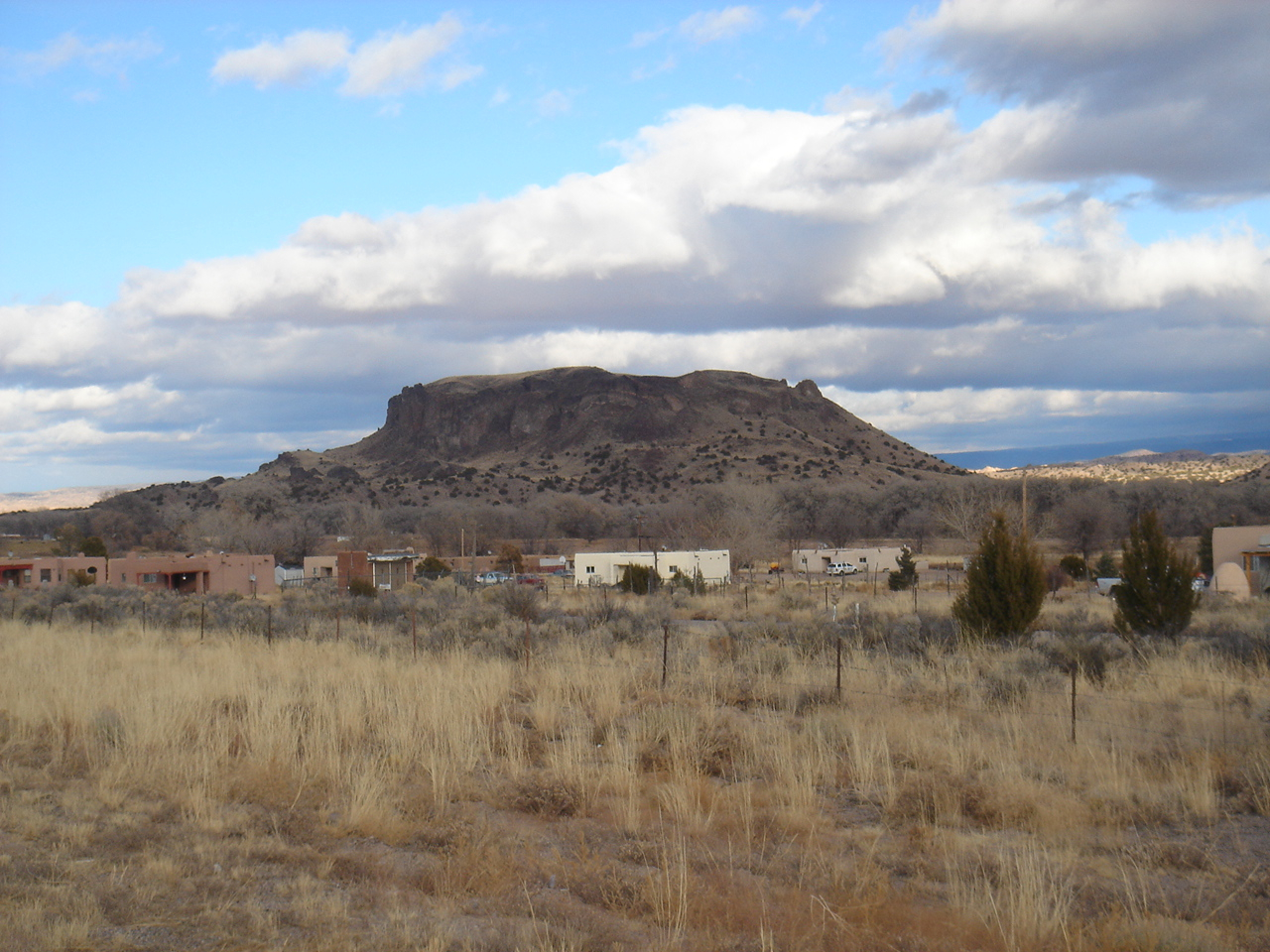
Mesa Negra

El Pueblo de San Ildefonso es una reserva india de la gente tewa, ubicada en el condado de Santa Fe en el estado estadounidense de Nuevo México. En el Censo de 2010 tenía una población de 524 habitantes y una densidad poblacional de 43,87 personas por km². Sus habitantes hablan la lengua tewa tradicionalmente. El Pueblo de San Ildefonso es uno de los Ocho Pueblos Setentrionales de Nuevo México. 
El Pueblo de San Ildefonso se localiza en la ladera de la plataforma del Pajarito, a unos 12.87 km al este de Los Álamos, a 38.6 km al noroeste de Santa Fe. Una formación volcánica yace justo al norte del Pueblo de San Ildefonso, llamada la Mesa Negra. El río Grande recorre parte de su territorio.

## Geografía
Según la Oficina del Censo de los Estados Unidos, San Ildefonso Pueblo tiene una superficie total de 11.95 km², de la cual 11.52 km² corresponden a tierra firme y 0.42 km² (3.56 %) es agua.

## Demografía
Según el censo de 2010, había 524 personas residiendo en San Ildefonso Pueblo. La densidad de población era de 43,87 hab./km². De los 524 habitantes, San Ildefonso Pueblo estaba compuesto por el 11.26 % blancos, el 0 % eran afroamericanos, el 62.21 % eran amerindios, el 0 % eran asiáticos, el 0 % eran isleños del Pacífico, el 21.18 % eran de otras razas y el 5.34 % pertenecían a dos o más razas. Del total de la población el 31.87 % eran hispanos o latinos de cualquier raza.
Los San Ildefonso o poh-woh-ge-owcenge ("donde el agua atraviesa el valle") son una tribu amerindia de cultura pueblo y de lengua tewa (grupo de lenguas kiowa-tanoanas) que vive en el pueblo San Ildefonso (condado de Santa Fe, Nuevo México).